# Ганделино
Ганделино (итал. Gandellino) је насеље у Италији у округу Бергамо, региону Ломбардија.
Према процени из 2011. у насељу је живело 464 становника. Насеље се налази на надморској висини од 677 м.

## Становништво
| 1936. | 1951. | 1961. | 1971. | 1981. | 1991. | 2001. | 2011. |
| ----- | ----- | ----- | ----- | ----- | ----- | ----- | ----- |
| 1.243 | 1.391 | 1.273 | 1.154 | 1.132 | 1.044 | 1.100 | 1.046 |